# Top Five
Top Five is een Amerikaanse tragikomische film uit 2014, geschreven en geregisseerd door Chris Rock. De film ging in première op 6 september op het Internationaal filmfestival van Toronto.

## Verhaal
Andre Allen is een voormalig standupcomedian en de hoofdrolspeler in drie filmkomedies over Hammy the Bear, waarin een politieagent in een berenpak centraal staat. Hij wil inmiddels  alleen niets meer doen wat met komedie te maken heeft en in plaats daarvan serieuze films maken. Het grote publiek laat zijn nieuwe werk niettemin links liggen en blijft hem zien als Hammy. Datzelfde geldt voor de media, die tijdens Allens pogingen om zijn historische film Uprize te promoten alleen vragen stellen over zijn komische werk. Zijn aanstaande huwelijk met realityster Erica Long moet voor een oppepper van zijn dalende populariteit zorgen. Het zal live worden uitgezonden en moet het grootste mediaspektakel van het jaar worden.
Wanneer de The New York Times een interview met Allen wil doen, weigert hij in eerste instantie resoluut. Hij heeft een bloedhekel aan de krant omdat hun schrijver James Nielson al zijn serieuze werk tot op het bot heeft afgekraakt en dat in bewoordingen waarin hij Allen ook steevast persoonlijk heeft beledigd. Verslaggever Chelsea Brown staat hem alleen al buiten op te wachten en haalt hem over om haar toch een dag met hem mee te laten lopen. Dankzij een gedurende de dag groeiende band en verschillende overeenkomsten in hun privélevens, stelt Allen zich meer en meer open voor Brown en onthult hij een uiterst persoonlijk motief om geen komedie meer te willen doen.

## Rolverdeling
| Acteur                 | Personage                    |
| ---------------------- | ---------------------------- |
| Chris Rock             | Andre Allen                  |
| Gabrielle Union        | Erica Long, Allens verloofde |
| Rosario Dawson         | Chelsea Brown, journaliste   |
| Hayley Marie Norman    | Tammy                        |
| Karlie Redd            | Rhonda                       |
| Kevin Hart             | Allens agent                 |
| Sherri Shepherd        | Allens ex-vriendin           |
| J.B. Smoove            | Allens assistent             |
| Cedric the Entertainer | Jazzy Dee                    |
| Tracy Morgan           | Fred                         |
| Anders Holm            | Brad                         |
| Whoopi Goldberg        | Zichzelf                     |
| Jerry Seinfeld         | Zichzelf                     |
| Adam Sandler           | Zichzelf                     |

## Prijzen & nominaties
| jaar | prijs                        | categorie          | genomineerde(n) | uitslag  |
| ---- | ---------------------------- | ------------------ | --------------- | -------- |
| 2014 | Hollywood Film Awards        | Comedy of the Year | Chris Rock      | Gewonnen |
| 2014 | National Board of Review USA | Spotlight Award    | Chris Rock      | Gewonnen |

## Productie
De opnames begonnen op 24 juni 2013 in New York. De oorspronkelijke titel Family Famous werd gewijzigd naar de huidige titel in juli 2014. De film kreeg overwegend positieve kritieken, zowel van de critici als van de toeschouwers.